# Muriel Rochat Rienth
Muriel Rochat Rienth (* 25. März 1971 in Basel) ist eine Schweizer Blockflötistin.

## Leben
Die aus der französischsprachigen Schweiz stammende Musikerin ist die Urenkelin des Westschweizer Kunstmalers Rodolphe Théophile Bosshard (1889–1960).
Sie studierte ihr Instrument an der Schola Cantorum Basiliensis in der Konzertklasse von Michel Piguet, wo sie 1997 mit dem Solistendiplom abschloss. Weitere Studien führten sie zu Conrad Steinmann und zum „Flanders Recorder Quartett“ nach Belgien.
Muriel Rochat spielt die Blockflötenkonzerte von Antonio Vivaldi, Giuseppe Sammartini oder Georg Philipp Telemann mit verschiedenen Orchestern in der ganzen Schweiz und ist Gründerin des Barockensembles „La Tempesta Basel“, mit dem sie im Gründungsjahr 2000 den Schweizer Orpheus-Preis erhielt. Mit ihrer Formation pflegt sie eine rege Konzerttätigkeit, bisher in der Schweiz, Oesterreich, Italien, Frankreich, Deutschland und Spanien. Viele ihrer Konzerte wurden vom Schweizer Rundfunk DRS sowie von Radio Suisse Romande mitgeschnitten. 2008 hat sie mit ihrem Ensemble die Kantate Jeder Ton ist wie ein Stern (Text von Lukas Holliger) des Grazer Komponisten Viktor Fortin in Lausanne uraufgeführt.
Für das spanische CD-Label Enchiriadis hat sie 2009 mit „La Tempesta Basel“ die Blockflötensonaten und Solokantaten des Händel-Zeitgenossen Johann Christoph Pepusch herausgegeben, 2014 Telemanns Tenor-Kantaten und Blockflötensonaten. Seit 2015 nimmt sie für das spanische Label Vanitas auf, welches ihre Gesamteinspielung von Händels Blockflöten-Sonaten und 2018 Telemanns  "12 Fantasias"  für Solo-Blockflöte veröffentlicht hat.
Muriel Rochat unterrichtet Blockflöte am Conservatoire de Fribourg und ist mit dem Schweizer Tenor Felix Rienth verheiratet.